# マリー・ビゴー
マリー・ビゴー（Marie Bigot, 1786年3月3日 - 1820年9月16日）は、フランスのピアノ教師、作曲家。
フルネームはマリー・キエーネ・ビゴー・ド・モローグ（Marie Kiéné Bigot de Morogues）。

## 生涯
アルザス地方のコルマールに生まれる。
M.ビゴーとの結婚後の1804年、ウィーンに移り住んで5年をその地で過ごす。彼女は鍵盤楽器の演奏に長けており、ハイドンの前で演奏し、彼をしてこう言わしめた。「おお、我がいとしき子、これは私が作曲した曲ではない。作曲したのは君だ！」そして彼女が演奏した楽譜にこう書き記した。「1805年2月20日、ヨーゼフ・ハイドンは幸福であった。」また、彼女はサリエリとも親交を結んでいる。
ビゴーの夫はアンドレイ・ラズモフスキー伯爵の司書を務めており、その縁により彼女はベートーヴェンと親しくなる。ベートーヴェンは彼女の演奏を評価しており、2人の関係はビゴーが作曲されたばかりの「熱情ソナタ」の原稿を見ながら、それを初見で演奏してみせた逸話で知られる。これにいたく感激したベートーヴェンは彼女にこう言った。「私がこの曲で表現したかったことはそうではないのですが、続けてください。完全に私の思ったとおりでない方が、より良くなりそうですから。」彼は熱情ソナタの草稿を彼女に捧げた。1808年、ベートーヴェンがビゴーと3歳になる彼女の娘のカロリーヌ（Calorine）を誘って出かけようとしたところ、ビゴーはベートーヴェンの意図を（不貞を望んでいると）誤解し拒絶した。これに対してベートーヴェンは彼女とその夫に「他の男性のご夫人との間に、友人として以上の関係を決して持たないということは、私の最も重要な原則の一つです。私はいつの日か自分と運命をともにしてくれる人びとへの不信で心を満たしたくありませんし、それによって私自身にとって最も愛すべき、そして清らかな人生を壊してしまうわけにはいきません。」という謝罪の手紙をしたためている。
ビゴー一家は1809年にパリへと戻った。ビゴーは作曲、レッスンを行う傍ら、ベートーヴェンの楽曲をパリの聴衆に紹介することに尽力した。
ビゴーは1816年には、パリでファニーとフェリックス・メンデルスゾーンの兄妹にもピアノを教えている。彼女は結核のため、パリにて34年の生涯を閉じた。
作曲家としてはソナタや練習曲が知られている。